# لي مور
لي مور (9 أغسطس 1995 في الولايات المتحدة - ) (بالإنجليزية: Lee Moore)‏ هو لاعب كرة سلة أمريكي في مركز مدافع مسدد الهدف. لعب مع UTEP Miners ‏.

## وصلات خارجية
- لي مور على موقع كرة السلة الأوروبية.كوم (الإنجليزية)
- لي مور على موقع كلية كرة السلة في سبورتس رفرنس.كوم (الإنجليزية)
- لي مور على موقع ريلجم (الإنجليزية)
- لي مور على موقع بروبوليرز (الإنجليزية)
- لي مور على موقع سبورتس رفرنس (الإنجليزية)